# Casa Argintarului
Casa Argintarului è un edificio di Bistrița rinascimentale.
Venne terminato nel XVI secolo, fu commissionato da un gioielliere e abbellita con una facciata risalente al 1560-1563 dell'architetto elvetico Petrus Italus.